# Nora García
Nora María García Burgos (Montería, Córdoba; 15 de mayo de 1956) es una política y administradora colombiana. Fue Senadora de la República de Colombia desde 2010 hasta 2022.

## Biografía
Nora García Burgos es hija del inmolado líder conservador Amaury García Burgos y Susana Burgos Pareja. Realizó sus estudios secundarios en el colegio La Presentación de Montería y en el Instituto Sainté Dorotée en Friburgo, Suiza. Culminó estudios superiores en Administración de Empresas.
Entre su desempeño se encuentra en el servicio social en el departamento de Córdoba. Entre las principales actividades que ha realizado se destacan su labor como voluntaria de la Liga Cordobesa contra el Cáncer, ha gestionado más de 4 mil subsidios de vivienda de interés social a favor de las comunidades menos favorecidas y la creación del Banco de la Mujer con el objetivo de financiar proyectos de pequeñas y medianas empresas para las madres cabeza de familia.
En el año 2006 fue Representante a la Cámara por el departamento de Córdoba. Durante este periodo demostró gran interés y gestión en beneficio del departamento. Desde el sector privado también ha aportado mediante la generación de empleo en varias empresas y como miembro activa de la Cooperativa Lechera y la Federación Ganadera de Córdoba. En 2010 ocupa el cargo como senadora de la República por el Partido Conservador.